# 가가온센역
가가온센역(일본어: 加賀温泉駅)은 일본 이시카와현 가가시에 있는 서일본 여객철도와 IR 이시카와 철도의 철도역이다.

## 접속 노선
- 서일본 여객철도
  - 호쿠리쿠 신칸센
- IR 이시카와 철도
  - IR 이시카와 철도선

## 역 구조

### 신칸센
신칸센 승강장은 2면 4선 구조로, 가운데에 통과선이 있는 상대식 승강장을 가진 고가역이다.
| 11 | 호쿠리쿠 신칸센 | 상행 | 가나자와 · 도쿄 방면 |
| 12 | 호쿠리쿠 신칸센 | 하행 | 후쿠이 · 쓰루가 방면 |

### IR 이시카와 철도
IR 이시카와 철도 승강장은 쌍섬식 2면 4선 구조의 지상역이다.
| 1・2 | ■ IR 이시카와 철도선 | 상행 | 후쿠이 · 쓰루가 방면 |  |
| 3・4 | ■ IR 이시카와 철도선 | 하행 | 가나자와 방면        |  |

## 역세권 정보
- 가타야마즈 온천, 야마시로 온천, 야마나가 온천, 가가하시다테 온천

## 역사
- 1943년 10월 1일: 일본국유철도 호쿠리쿠 본선 다이쇼지 역 ~ 이부리하시 역 사이에 "사쿠미 신호장"으로 개업.
- 1944년 10월 11일: 역으로 승격해 "사쿠미 역"이 되었다.
- 1970년 10월 1일: 가가온센 역으로 이름을 바꾸었다.
- 1987년 4월 1일: 민영화에 따라 서일본 여객철도의 소속이 되었다.
- 2017년 4월 15일: ICOCA 도입.[1]
- 2024년 3월 16일: 호쿠리쿠 신칸센 개통. 재래선역은 IR 이시카와 철도로 이관됨.

## 인접역
| 서일본 여객철도 호쿠리쿠 신칸센       | 서일본 여객철도 호쿠리쿠 신칸센 | 서일본 여객철도 호쿠리쿠 신칸센 |
| ------------------------------------- | ------------------------------- | ------------------------------- |
| 고마쓰 도쿄 방면                      | ■ 호쿠리쿠 신칸센               | 아와라온센 쓰루가 방면          |
| IR 이시카와 철도 ■ IR 이시카와 철도선 |                                 |                                 |
| 다이쇼지 방면                         | 보통                            | 이부리하시 구리카라 방면        |